# Lac Villarino
Le lac Villarino, est un lac andin d'Argentine d'origine glaciaire, situé au sud-ouest de la province de Neuquén, en Patagonie, dans le département de Lácar. 

## Toponymie
Il porte le nom du marin et explorateur espagnol Basilio Villarino, qui explora le bassin du río Limay, à la fin du XVIIIe siècle.

## Description
Situé au sein des montagnes de la cordillère des Andes, il occupe le fond d'une étroite et profonde vallée, allongée d'ouest en est, à quelque cinq kilomètres au nord du lac Traful. 
La zone située tout autour est en grande partie inhabitée. Protégé par sa présence au sein du parc national Nahuel Huapi, il est totalement entouré d'une dense forêt de type andino-patagonique, en fort bon état de conservation, formée en grande partie de lengas, de coihues et d'arrayans.
Sa surface se trouve à 927 mètres d'altitude.
Dans ses eaux, les salmonidés abondent, spécialement diverses espèces de truites, qui attirent de nombreux amateurs de pêche sportive.

## Accès
On y accède par la route des Sept Lacs, qui relie les villes de San Martín de los Andes et de Villa La Angostura. Cette route est asphaltée depuis San Martín de los Andes jusqu'aux rives du lac Villarino. Sur place se trouve un camping, seul endroit susceptible d'héberger des touristes dans la zone. Il existe un projet touristique sur la côte est du lac, au niveau de l'étroit passage le séparant du lac Falkner.

## Bassin hydrographique
Comme presque tous les lacs de Patagonie andine, il est d'origine glaciaire. Il fait partie du bassin hydrographique du río Negro.
Il est le premier maillon d'une chaîne de lacs alimentant le río Caleufú, affluent du río Collón Curá, lui-même affluent du río Limay. Il déverse ses eaux par un court émissaire - sans nom, long de quelque 300 mètres - dans le lac Falkner. Celui-ci alimente le lac Nuevo, qui plus loin à l'est alimente le río Filo Hua Hum, affluent du río Caleufú, après avoir formé le lac Filo Hua Hum.